# Hästens föda
Hästens föda delas in i basfoder, kraftfoder, vatten och tillskott. Basfodret består av hö och gräs, vilket hästar behöver ha tillgång till varje dag. Kraftfodret kan till exempel utgöras av havre, betfor och pellets. Till tillskott räknas vitaminer, melass samt salt och andra mineraler. En häst klara knappt två dygn utan vatten, arabiska fullblod och andra orientaliska raser som lever i öknen är dock tåligare och klarar sig något längre. 

## Basfoder

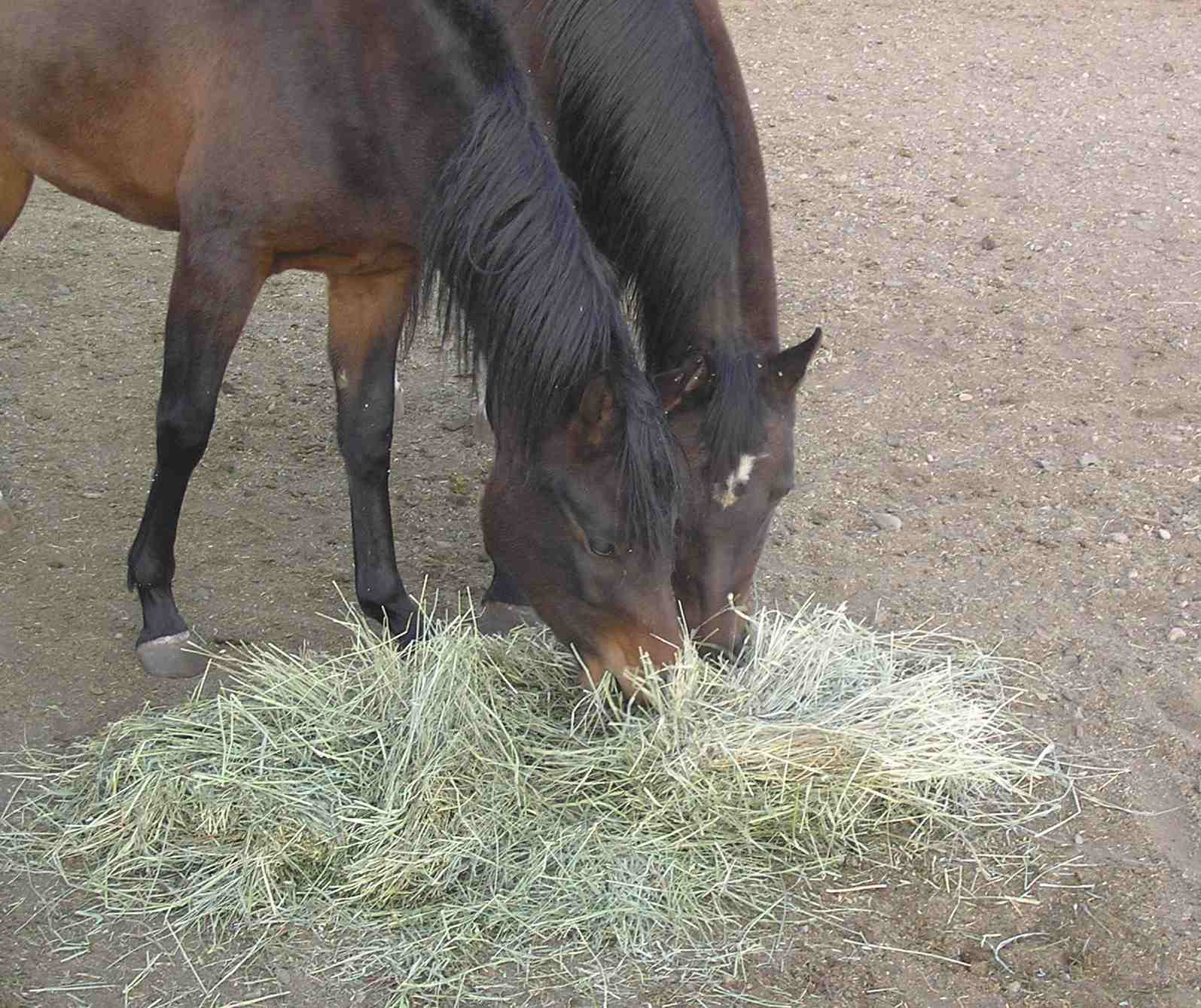
Hästar bör ha tillgång till gräs och hö kontinuerligt under dygnet och en häst kan äta upp till 3 procent av sin kroppsvikt varje dag. Detta innebär cirka 15 kg torrsubstans för en medelstor häst på 500 kg.

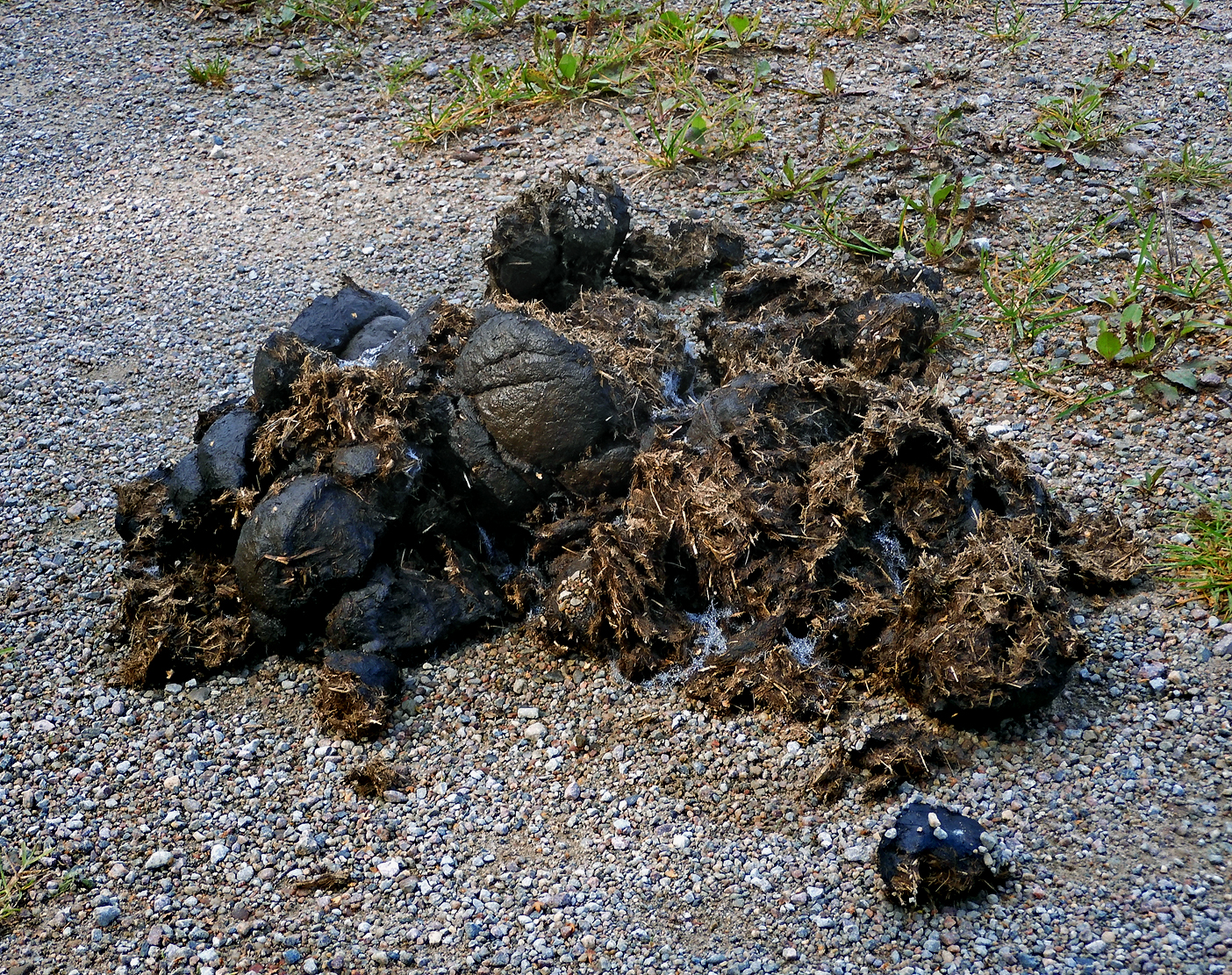
Hästspillning.

Som hästens basfoder räknas gräs i olika former, till exempel hö, hösilage, ensilage och bete (kallas gemensamt även vallfoder) och hästen bör få tillgång till dessa nästan kontinuerligt under dygnet. Hästen bör enbart få vallfoder av hög kvalitet och med ett näringsinnehåll som är anpassat till hästens näringsbehov. Näringsbehovet beror på hästens storlek, ras, temperament och träningsintensitet samt om den är dräktig, digivande eller växande. Näringsinnehållet i vallfoder går att får reda på genom en kommersiell foderanalays. En vanlig häst kan äta upp till 3 procent av sin egen kroppsvikt i vallfoder varje dag. Det motsvarar 15 kg torrsubstans, som i sin tur motsvarar knappt 18 kg hö. Ju mer vatten fodret innehåller, desto fler kilo måste hästen äta för att kunna täcka sitt näringsbehov, så för ett ensilage som har en torrsubstanshalt på 45 procent motsvarar 15 kg torrsubstans 33 kg ensilage.
Gräset (oavsett form) är den viktigaste delen i hästens dagliga foderstat och hästen måste få tugga och beta ett antal timmar varje dag. Hästen bör därför få gå i hage i några timmar varje dag och även ha tillgång till vallfoder i boxen. Under vintern när gräset oftast är täckt av snö eller om det inte finns tillräckligt med ordentligt bete under sommarhalvåret, behöver man utfodra med skördat vallfoder. Detta kallas för att stödfodra.
Hö är även det en viktig grundsten i hästens foderstat som hästen bör få minst ett par gånger om dagen. Hästar som går inne mycket på grund av sjukdom, skada eller liknande bör få tillgång till hö kontinuerligt under dygnet för att ersätta det tuggande och betande av gräs som de missar. Skörden av vallens gräs kan ge tre "varianter" av hö: ensilage, hösilage och hö. Ensilage har knappt legat en dag innan man tar upp det och pressar det i balar. Hösilage har legat ungefär ett till två dygn innan man pressar det, medan hö måste ligga och torka i minst tre dygn innan det tas in under tak och torkas färdigt med fläktar (skulltorkas). Ensilaget och hösilaget är inplastat i balar och det är viktigt att inplastningen är tät, för att fodret inte skall börja mögla. 
Hästar kan även få hackelse som är hackat hö eller en blandning av hackat hö och halm. Hackelse är mycket mättande och uppmuntrar hästen till att tugga, samt äta långsammare istället för att kasta sig över maten.

## Kraftfoder

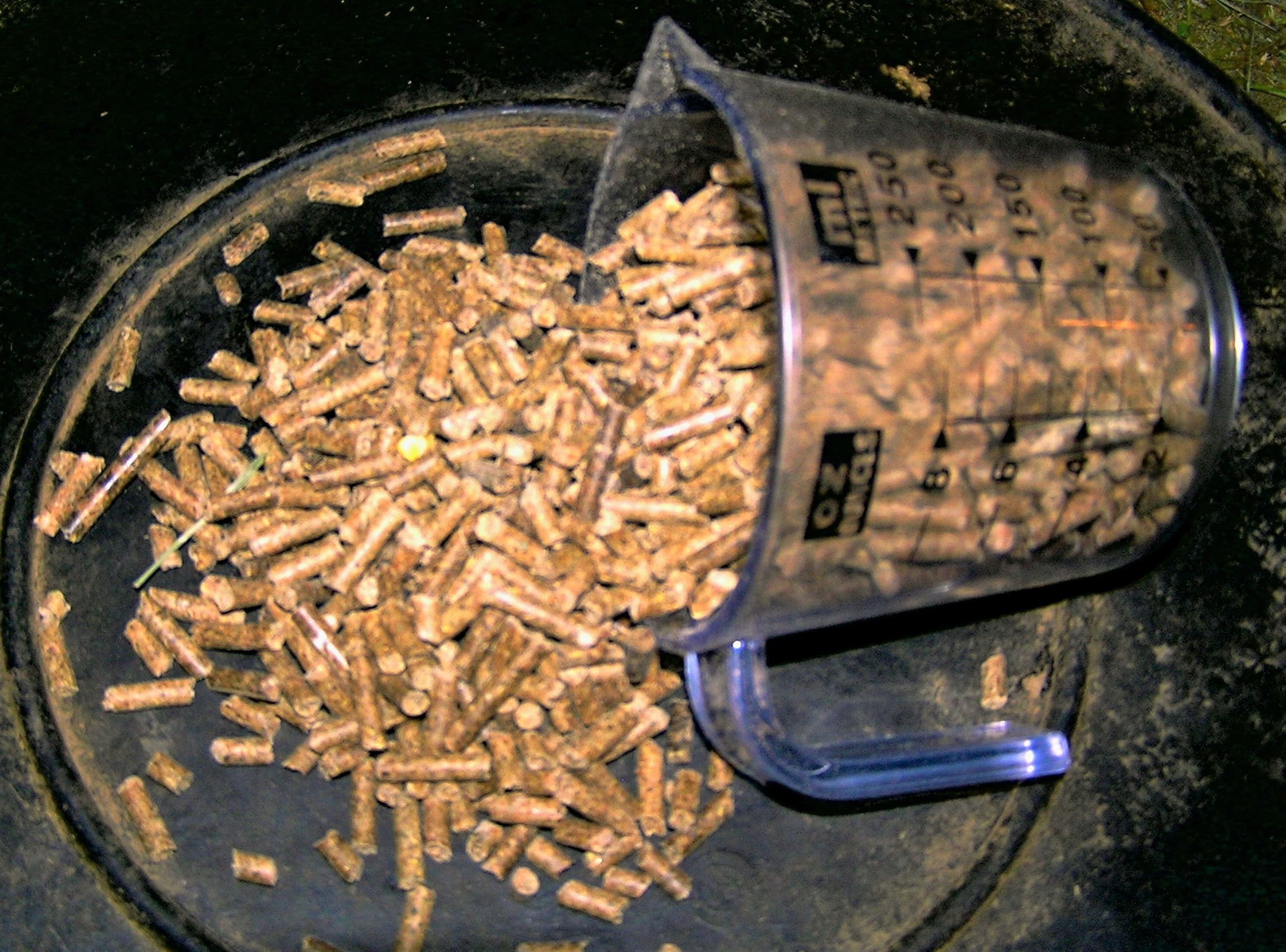
Pellets är ett fabriksblandat kraftfoder som även ger tillskott av vitaminer och mineraler.

Kraftfoder ges till hästar för att ge hästen mer koncentrerad näring. Kraftfoder behövs oftast bara ges till hästar som tränas hårt och det är sällan  ponnyer och hästar i normal ridning eller körning behöver kraftfoder. Det finns en lång rad olika sorters kraftfoder som är anpassat för olika sorters hästar och deras träning, och som kan komplettera vallfodrets näringsinnehåll på olika sätt. 
Havre är den mest välkända spannmålen för hästutfodring och ges till hästen valsad, krossad eller stöpt (blötlagd i hett vatten). Hel havre kan ges till hästar som har fullgod tanduppsättning, men mycket unga eller mycket gamla hästar kan ha svårt att tugga hela havrekärnor ordentligt och då inte heller tillgodogöra sig de näringsämnen som finns i havren fullt ut.  Havre karaktäriseras av ett lägre innehåll av stärkelse och ett högre innehåll av fett och fibrer jämfört med andra spannmålsslag.
Korn kan också ges till hästar. Även korn kan krossas, valsas eller stöpas, men även ångkokas eller flingas innan det ges till hästen. Korn innehåller jämfört med havre mer stärkelse och mindre fett och fibrer.
Pellets förekommer med varierande sammansättning av råvaror och det finns idag olika många olika sorter, som är tänkta att passa till olika hästkategorier med olika behov. De flesta pelleterade foder innehåller olika spannmålsslag, betfiber, samt biprodukter från spannmålsindustri, bryggeri- och bränneriindustri, sockerindustri och från utvinning av vegetabilisk olja (t.ex. från raps, soja eller linfrö). Dessutom tillsätts vanligen mineraler, spårämnen och vitaminer.
Betfor är restprodukt från sockerbetsproduktion som består av strimlade sockerbetor och melass, och förekommer som pellets eller snitsel. Betfor måste blötläggas innan det ges till hästen så att strimlorna eller pelletsen får svälla och bli mjuka. Om betfor serveras torrt kan det orsaka foderstrupsförstoppning, något som kan ge dödlig utgång, eftersom fodret då tar upp vätska från hästens tuggning och salivering och sväller mycket fort i foderstrupen. Betfor får inte heller ligga i blöt alltför länge eftersom det då kan börja jäsa, framförallt om det är varmt ute i eller i foderkammaren. Betfor är ett foder som ofta används för att t.ex. få hästen att äta mineralfoder, då betfor är smakligt.

## Tillskott
Till hästar finns många olika sorters tillskott i form av extra vitaminer, mineraler eller liknande. Att ge hästen extra tillskott som den inte är van vid bör man dock pröva sig fram med först och jämföra med resten av foderstaten innan man ger det till hästen. Det kan även vara skadligt för hästen om man ger den för mycket eller ger för många olika sorters kosttillskott åt gången.
Vitaminer finns i många former och för olika ändamål. Att ge hästen B-vitamin under våren för att underlätta pälsfällning är vanligt, men det finns ingen vetenskaplig grund till detta. Men om man funderar på att ge hästen andra vitaminer bör man rådfråga en kostexpert för hästar eller veterinären. Mineraler bör man även vara mycket försiktig med då de flesta tillskott innehåller flera olika sorters mineraler och inte bara en vilket kan leda till överkonsumtion. 
Linfrö har flera olika egenskaper som kan vara bra för hästen men de bör serveras krossade eller kokta. Hela linfrön är giftiga om inte de är kokta eller upphettade. Krossat linfrö har både en laxerande effekt och oljorna i linfröet ger hästen en glänsande päls.  
Annat foder som hästar vanligen tycker är aptitliga är t.ex. äpplen och morötter.

## Salt och vatten

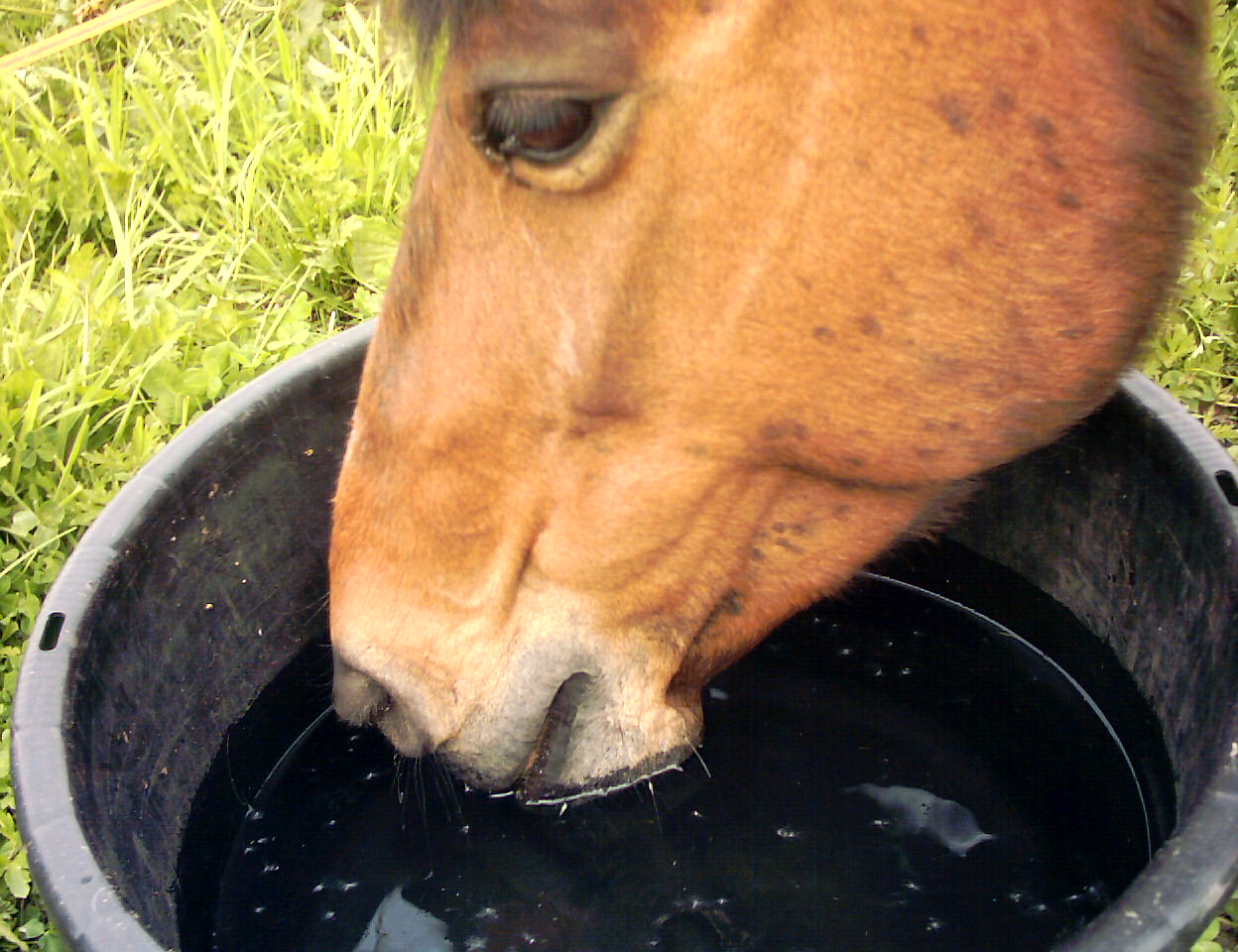
En häst dricker ca 30-40 liter vatten per dag och så mycket som upp till 60 liter om det är varmt.

Hästens kropp består till cirka 62-68 procent av vatten. Om hästen förlorar mer än 8 procent av detta vatten löper den mycket stor risk att drabbas av livsfarlig uttorkning. En normalstor häst dricker upp mot 45 liter vatten per dag. Hästar bör därför ha tillgång till rent och färskt vatten dygnet runt. Under vintern kan vattnet lätt frysa i hagens vattenkar, då är det viktigt att krossa isen eller hindra den från att frysa samt att byta vattnet ofta så att hästen får i sig rätt vätskemängd. 
Däremot bör man hålla drickandet under kontroll om hästen är mycket ansträngd eller varm efter ett hårt träningspass då mycket kallt vatten kan ge en chockeffekt på hästens kropp. Är hästen mycket varm eller ansträngd kan man ge några klunkar vatten i intervaller för att hästen successivt ska stilla törsten och långsamt varva ner. Hästar som inte har tillgång till tillräckligt med vatten löper mycket större risk att drabbas av till exempel kolik. Är hästen uttorkad kan den även tappa hull då den inte längre klarar av att tugga ordentligt. Om hästen inte dricker ordentligt kan man tillsätta elektrolyter i vattnet eller smaksätta med äppeljuice för att uppmuntra hästen att dricka. Att hästen inte dricker kan vara vanligt till exempel vid olika tävlingsplatser då hästen mycket tydligt kan känna skillnader i vattnet på olika platser. 
Salt är mycket viktigt för hästar och de bör få tillgång till salt varje dag. Att ha en saltsten i hästens box och i hagen gör att hästen själv kan slicka i sig salt när den behöver. Salt kan även köpas som ett tillskott som man häller i hästens vanliga mat om man vill kontrollera hästens saltintag, till exempel om hästen slickar i sig för mycket eller för lite salt när de har en saltsten. Anledningen till att salt ska ges som tillskott är att hästens normala foder har en alldeles för låg salthalt. En häst som slickar en människa på handen slickar oftast i sig det salt som vi naturligt har i huden och i vårt svett. Hästar som arbetar så att de svettas mycket behöver i allmänhet extra salt i sin foderstat, då räcker inte saltstenen till.

## Giftiga växter

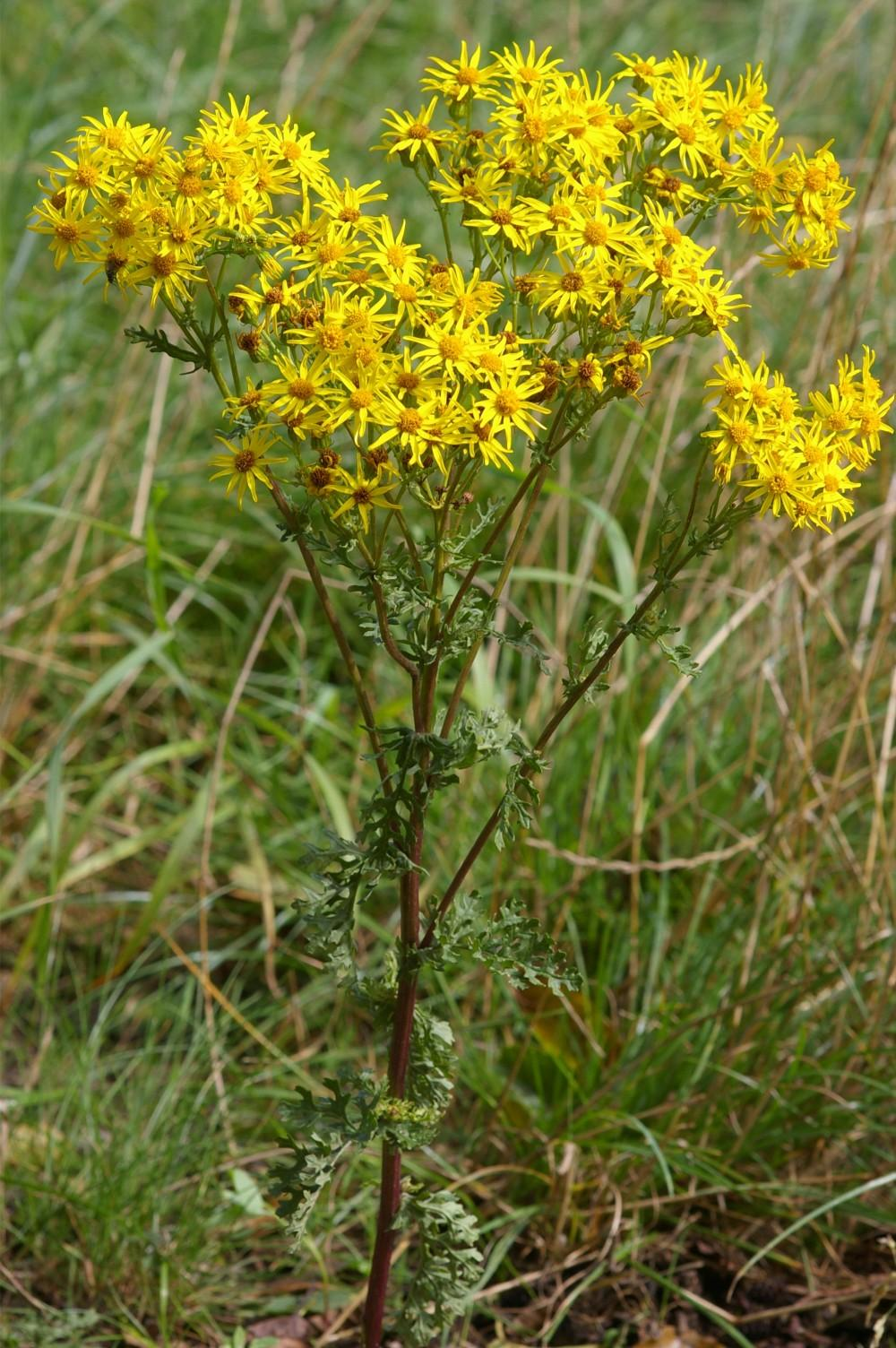
Den gulblommiga växten Stånds (Jacobaea Vulgaris) är dödligt giftig för hästar.

Hästar ska ha tillgång till en hage som har gräs med lämplig kvalitet och mycket viktigt är även att hagen är fri från växter som är giftiga för dem. Oftast undviker hästar giftiga växter men en del växter har en sådan kemisk uppbyggnad att deras lukt åtminstone ibland är näst intill oemotståndlig för hästar. Om hagen är omgärdad av buskar bör man även kontrollera så att dessa inte är giftiga eller om de får bär som är giftiga. Lika viktigt är det att vallar där man skördar vallfoder inte har några giftiga växter. Det är alltid en god idé att slå upp vilka växter som är giftiga för hästar och kontrollera i en flora så att dessa växter inte finns i hagen.  
Några olika växter som är giftiga för hästar: 
- Ek - Ekträd i sig är inte giftiga för hästen men en häst äter gärna barken och ekollon som är skadligt i större mängd och kan ge svår kolik.
- Idegran - Idegranens bär är mycket skadliga för hästen
- Korsört och stenkorsört - Mycket giftig och kan leda till döden.
- Fingerborgsblomma
- Gullregn - En buske med gula blommor som är väldigt giftig
- Odört - Vita blommor som har skadliga effekter på hästens tarmar.
- Nattskatta - Både blommorna och frukterna är dödliga och hela plantan är mycket giftig för hästar
- Stånds, även vattenstånds är gula blommor som är dödligt giftiga, ofta med ett mycket akut och snabbt dödsförlopp.
- Falsk palsternacka
- Fräken
- Munkhätta
- Johannesört
- Örnbräken
- Sprängört
- Robinia
- Järnek
- Buxbom
- Liguster
- Rhododendron
- Tuja
- Smörblomma - Smörblomman är giftig när den äts färsk i större mängd men inte torkad och hästar undviker smörblommor så länge betet är tillräckligt.
- Alsikeklöver - Ett ämne i denna ört kan reagera med solljuset på hästens hud och ge vätskande sår på hästens ben och mule. Klövern är dock inte farlig för hästen att äta.